# La Celle-en-Morvan
La Celle-en-Morvan is een gemeente in het Franse departement Saône-et-Loire (regio Bourgogne-Franche-Comté) en telt 502 inwoners (1999). De plaats maakt deel uit van het arrondissement Autun.

## Geografie
De oppervlakte van La Celle-en-Morvan bedraagt 19,9 km², de bevolkingsdichtheid is 25,2 inwoners per km².
De onderstaande kaart toont de ligging van La Celle-en-Morvan met de belangrijkste infrastructuur en aangrenzende gemeenten.

## Demografie
Onderstaande figuur toont het verloop van het inwonertal (bron: INSEE-tellingen).

1. ↑  Populations de référence 2022.